# پرازپام
پرازپام (انگلیسی: Prazepam) نوعی بنزودیازپین است که دارای خواص ضداضطراب, آرامبخش و شل کننده عضلانی است.